# سن دان
سن دان (بالصينية: 孙丹) هي لاعبة جمباز إيقاعي صينية، ولدت في 4 سبتمبر 1986 في لياونينغ في الصين.

## وصلات خارجية
- سن دان على موقع الاتحاد الدولي للجمباز (licence) (الإنجليزية)
- سن دان على موقع الاتحاد الدولي للجمباز (biography) (الإنجليزية)
- سن دان على موقع اللجنة الأولمبية الدولية (الإنجليزية)
- سن دان على موقع أوليمبيديا (الإنجليزية)
- سن دان على موقع اللجنة الأولمبية الصينية (الإنجليزية)